# Onthophagus miricornis
Onthophagus miricornis là một loài bọ cánh cứng trong họ Bọ hung (Scarabaeidae).